# الپرو
الپرو (انگلیسی: Alpro) شرکت صنایع غذایی بلژیکی است، که در سال ۱۹۸۰ تأسیس شد.